# 塔子湖街道
塔子湖街道是中华人民共和国湖北省武汉市江岸区下辖的一个街道办事处。
2011年8月18日，武汉市民政局批复同意以武汉大道（金桥大道段）为界，在原后湖街道办事处辖区内设立塔子湖和后湖两个街道办事处。新设立的塔子湖街道办事处范围为：东以金桥大道与后湖街道相接，南临京广铁路线，西与江汉区接壤，北与东西湖区相邻，面积约9.6平方公里，常住人口约6.8万，下辖跃进、塔子湖、余华岭、汉口花园、石桥、红桥等6个社区及金潭、花桥、黄埔等3个村。街道办事处驻地为兴业路145号。

## 行政区划
塔子湖街道下辖以下村级行政区划单位：
红桥社区、石桥社区、汉口花园社区、塔子湖社区、余华岭社区、跃进社区、金潭村、花桥村和黄浦村。